# Passwd

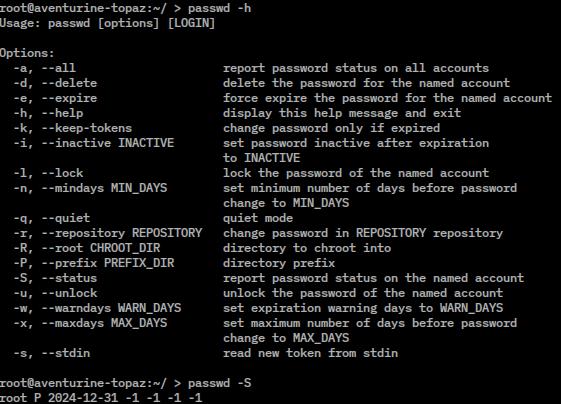
Screenshot užití příkazu passwd v operačním systému Linux

passwd je v unixových systémech název příkazu, který slouží ke změně hesla uživatele.

## Popis funkce
Z hesla zadaného uživatelem je vygenerován pomocí hashovací funkce (např. DES) otisk (hash) a pouze tento otisk je uložen do databáze informací o uživatelských účtech (např. souboru /etc/shadow). Z bezpečnostních důvodů tedy vlastní heslo uloženo není. Jakmile se uživatel do systému přihlašuje, je požádán o zadání hesla. Z tohoto hesla je taktéž vygenerován otisk, který je poté porovnán s otiskem uloženým. Jestliže se oba otisky shodují, měla by se shodovat i původní hesla a uživatel tedy může být autentizován.
Nástroj passwd může být použit nejen ke změně hesel pro lokální uživatele. Na většině systémů je jej také možno použít ke změně hesel spravovaných distribuovaným autentizačním mechanizmem jako je NIS, Kerberos nebo LDAP. Dříve bylo nutné mít pro změnu hesla v takových autentizačních systémech rozdílné nástroje. Například příkaz yppasswd ke změně hesla v systému NIS. V současné době má však většina implementací jediný příkaz passwd, který je schopen změnit heslo v těchto rozličných systémech skrze autentizační moduly PAM.

## Soubor passwd
Soubor passwd je textová databáze obsahující informace o uživatelích, kteří mají přístup do systému. Jméno souboru pochází z jedné jeho původní funkce, totiž uchovávání hesel uživatelů. Protože však je soubor většinou přístupný pro čtení všem uživatelům, je toto řešení nebezpečné a v současnosti se využívá systém stínových hesel.

## Soubor shadow
Soubor shadow je přístupný pouze superuživateli, protože obsahuje přihlašovací hesla uživatelů. Ve starších systémech byla hesla uživatelů uložena v soubor passwd (odkud pochází jeho název), který byl přístupný pro čtení všem uživatelům systému. Protože s tímto každý útočník, který měl jakýkoliv přístup do systému, mohl získat hesla všech uživatelů, včetně superuživatele, v současnosti se využívá systém stínových hesel a hesla samotná jsou uložena v souboru shadow, který se většinou nachází v cestě /etc/shadow.